# Ytre Norskøya
Ytre Norskøya, vroeger Lille Norskøya of Østre Norskøya genoemd, is een klein onbewoond eiland ten noorden van Albert-I-Land in de Noorse archipel Spitsbergen. Het eiland is 1,5 kilometer lang en heeft een oppervlakte van circa 2 km². Het maakt deel uit van Nationaal park Nordvest-Spitsbergen.